# Gyranusoidea litura
Gyranusoidea litura är en stekelart som beskrevs av Prinsloo 1983. Gyranusoidea litura ingår i släktet Gyranusoidea och familjen sköldlussteklar.
Artens utbredningsområde är Egypten. Inga underarter finns listade i Catalogue of Life.